# Galería Perrotin

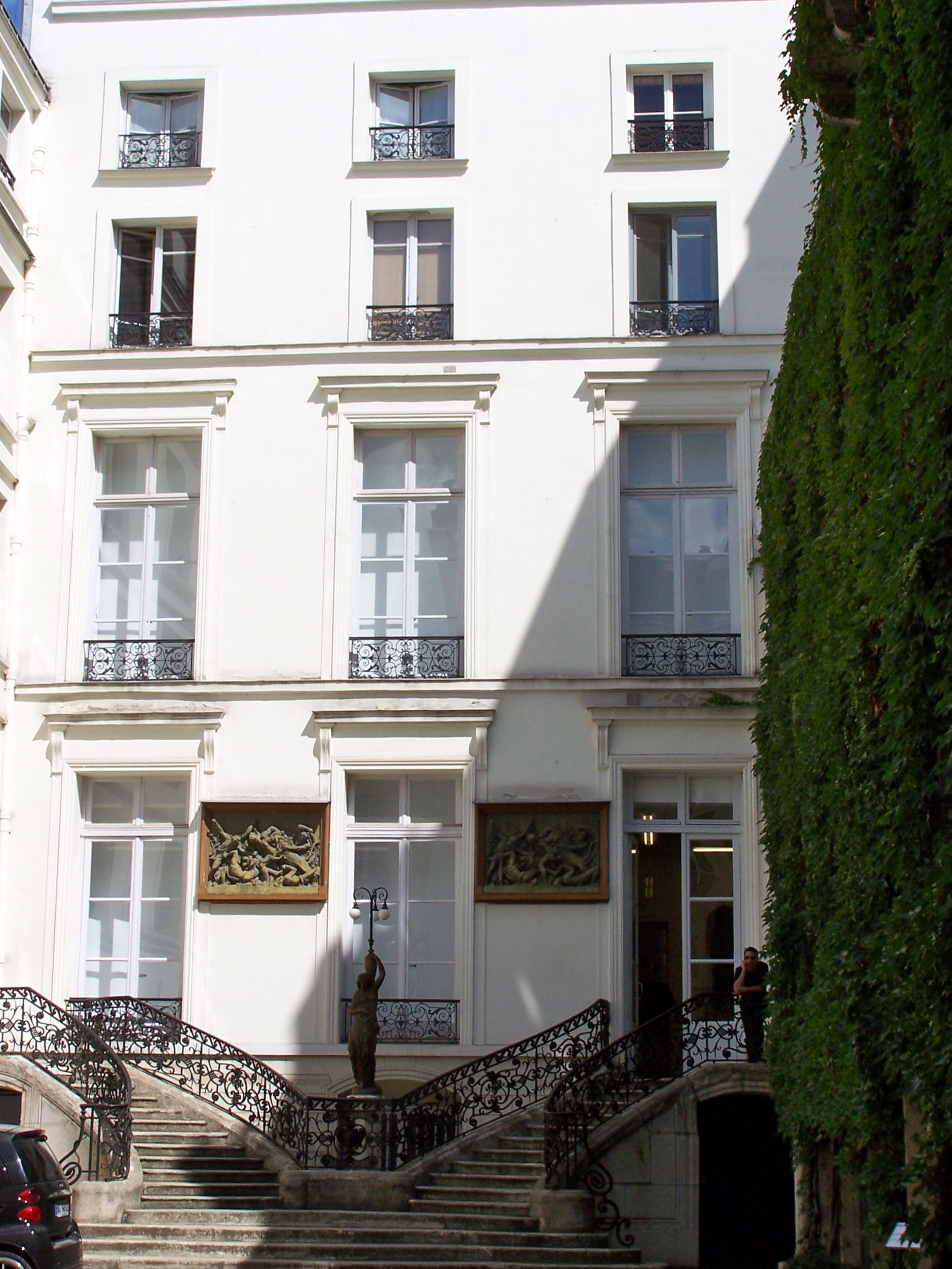
Galeria Perrotin En París.

La Galerie Perrotin es una galería de arte contemporáneo fundada por Emmanuel Perrotin en 1990. En Francia, la galería actualmente ocupa dos pisos en el distrito de Le Marais en la ciudad de París. Con un espacio de exposición contiguo a través de la carretera. En mayo de 2012, la galería abrió un nuevo espacio en Hong Kong en 50.ª Carretera Central Connaught diseñado por arquitecto Andre Fu.
La galería empezó representar dos de los artistas más reconocidos en el arte contemporáneo actual: Maurizio Cattelan y Takashi Murakami, al principio de sus carreras.  Ya en 1993, Perrotin expuso trabajos de Cattelan y en 1994, Perrotin mostró a Takashi Murakami ya en la Ciudad de Nueva York.

## Artistas representados
La Galería Perrotin también representa a prestigiosos artistas franceses como Sophie Calle, Tatiana Trouvé, Xavier Veilhan, Jean-Michel Othoniel y Bernard Frize. Además, la galería fue una de las primeras en ampliar a mercados asiáticos, y ahora cuenta con Aya Takano Mr., Takashi Murakami y Bharti Kher entre sus artistas.
Al mismo tiempo, la galería también colabora con músicos como Feist, Massive Attack, N.E.R.D., Pharrell Williams, y muchos otros.